# Aeroportul Minami Torishima
Aeroportul Minami Torishima (IATA: MUS, ICAO: RJAM) este un aeroport din Ogasawara Village⁠(d), Tōkyō, Japonia ce deservește zona Minamitorishima⁠(d). A fost numit după zona deservită.
Situat la o altitudine de 7 m, aeroportul dispune de 1 pistă. Este operat de Japan Maritime Self-Defense Force⁠(d).

## Infrastructură

### Piste
Aeroportul dispune de o singură pistă. Pista 05/23 are suprafața de asfalt. 